# Ochna rufescens
Espèce
Classification phylogénétique
Statut de conservation UICN

 CR B1+2cd : 
En danger critique
Ochna rufescens est une espèce de plantes à fleurs de la famille des Ochnaceae. C'est un arbre originaire du Sri Lanka.  

## Répartition
Endémique aux forêts primaires de plaine. Cette espèce est localisée dans les réserves de Kottawa et de Kanneliya au Sud-Ouest du Sri Lanka.

## Conservation
L'espèce n'aurait pas été revue dans les recherches menées à la fin des années 1990 et est probablement éteinte.